# Península Amortajado
La península Amortajado, también llamada isla Amortajado, es un morro chileno perteneciente a la comuna de Maullín en la provincia de Llanquihue, Región de Los Lagos. Corresponde a una península conectada al continente por un istmo de arena. Se encuentra frente a la villa de Amortajado.

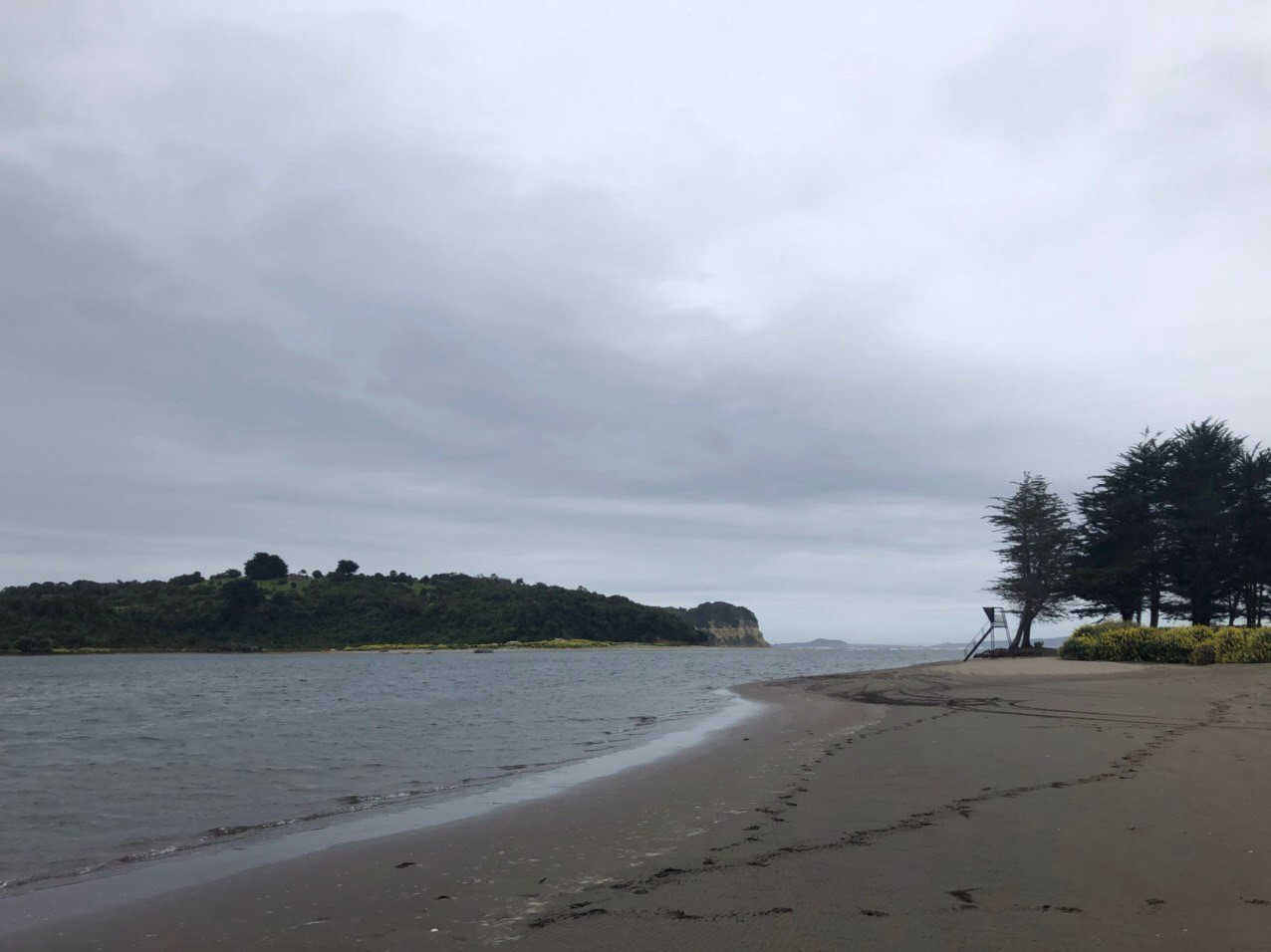
Vista hacia la península Amortajado.

En un relato anónimo de 1769 recogido por el historiador Walter Hanisch, se señala que la península recibe su nombre debido a que, mirada desde el mar, se asemeja a un difunto tendido.

## Geografía
La península es rodeada por el océano Pacífico por el oeste, mientras que por el este aparece un sistema fluvial con influencia marina compuesto por el río San Pedro Nolasco y sus tributarios. En su punto más alto alcanza los 76 metros de altura sobre el nivel del mar, y al norte del morro existe una zona de escollos y rocas sumergidas que tradicionalmente dificultaron el acceso de barcos al sistema fluvial del río Maullín.
Entre las especies que habitan este ecosistema se encuentran el flamenco chileno, el yeco, el gaviotín sudamericano y la gaviota cahuil.

## Historia

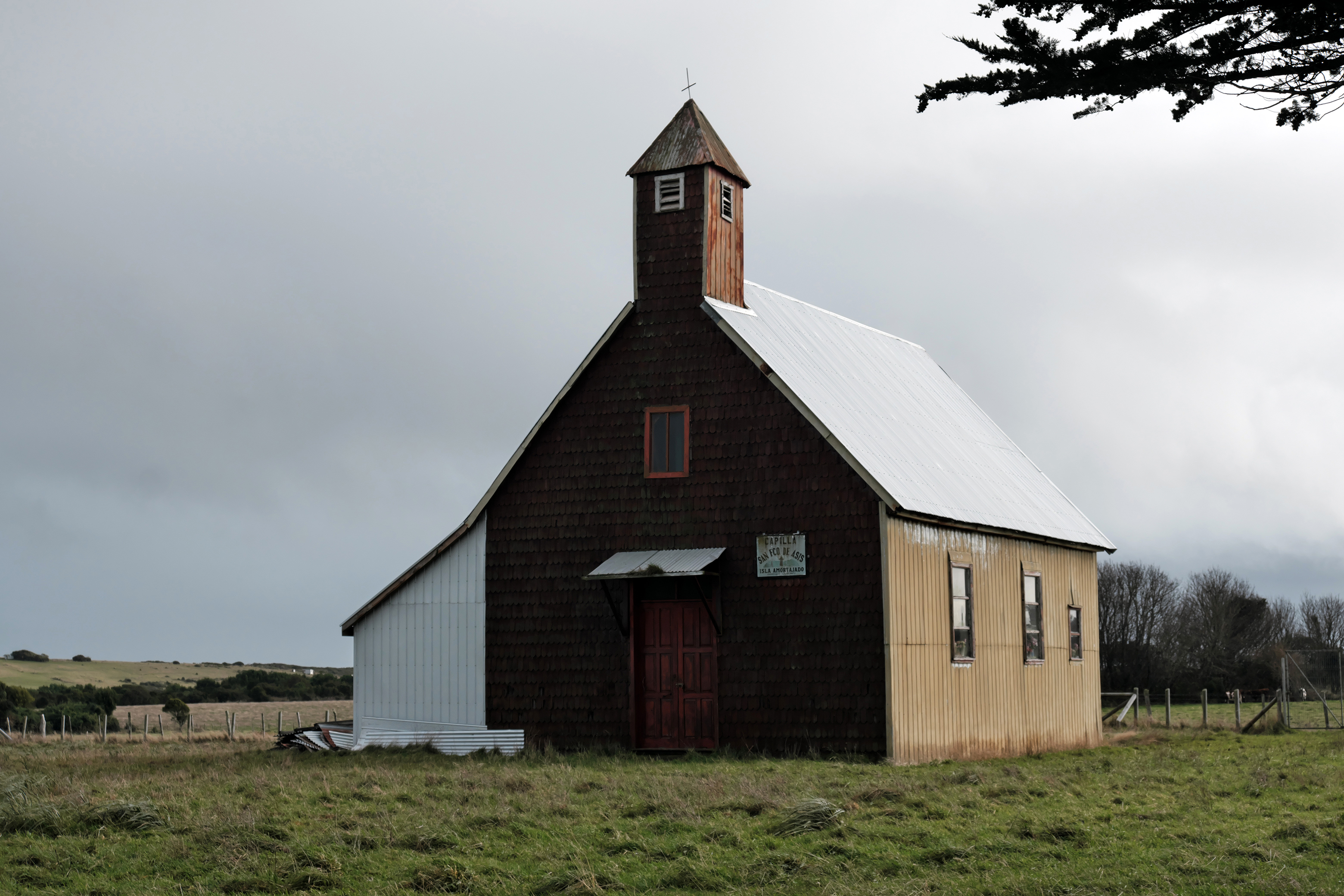
Actual capilla San Francisco de Asís en península Amortajado.

De acuerdo al navegante holandés Elías Herckmans, en 1643 existían dos asentamientos en la península, que recibían el nombre de Mattengua y Las Bahías. En este último lugar se ubicaba una centinela española, con la cual los holandeses liderados por Herckmans sostuvieron un enfrentamiento armado durante una excursión realizada luego del Combate de Carelmapu.
En 1766 el sector aparece como parte del itinerario de la Misión circular de los jesuitas, quienes señalan la existencia de una capilla con el nombre de Metemboe, con una población de siete familias y 29 personas, y donde se dejó registro de cuatro bautizos, un matrimonio y una defunción, así como también de la realización de 420 comuniones, atribuyéndose esta última cifra a la visita desde otros pueblos cercanos. En 1769 se señala la existencia de una iglesia y un pueblo de indios en la zona, que junto al nombre hispano de «El Amortajado», también recibía la denominación de Metemvoc. Durante esta época, junto con el pueblo de Carelmapu, fue el único sector de la actual comuna de Maullín visitado por las misiones jesuitas.
En el censo de Chiloé de 1785, el territorio de Amortajado aparece adscrito al partido de Carelmapu —dentro del curato de Chacao del gobierno de Chiloé—, con una población de 96 habitantes, clasificada en su totalidad como españoles. Para 1854, ya en tiempos republicanos, Amortajado aparece como un distrito dentro de la subdelegación de Carelmapu, del departamento del mismo nombre, con una población de 146 personas.
Desde tiempos coloniales y hasta mediados del siglo XX, la ruta entre Maullín y Carelmapu transcurrió a través del istmo al sur de la isla.
Al 2017, según el censo de ese año, habitan en la península 35 personas, mientras que la villa y alrededores tienen 131 habitantes.